# Gaurax piceus
Gaurax piceus är en tvåvingeart som beskrevs av Becker 1911. Gaurax piceus ingår i släktet Gaurax och familjen fritflugor.
Artens utbredningsområde är Taiwan. Inga underarter finns listade i Catalogue of Life.